# أوريون (أسطورة)

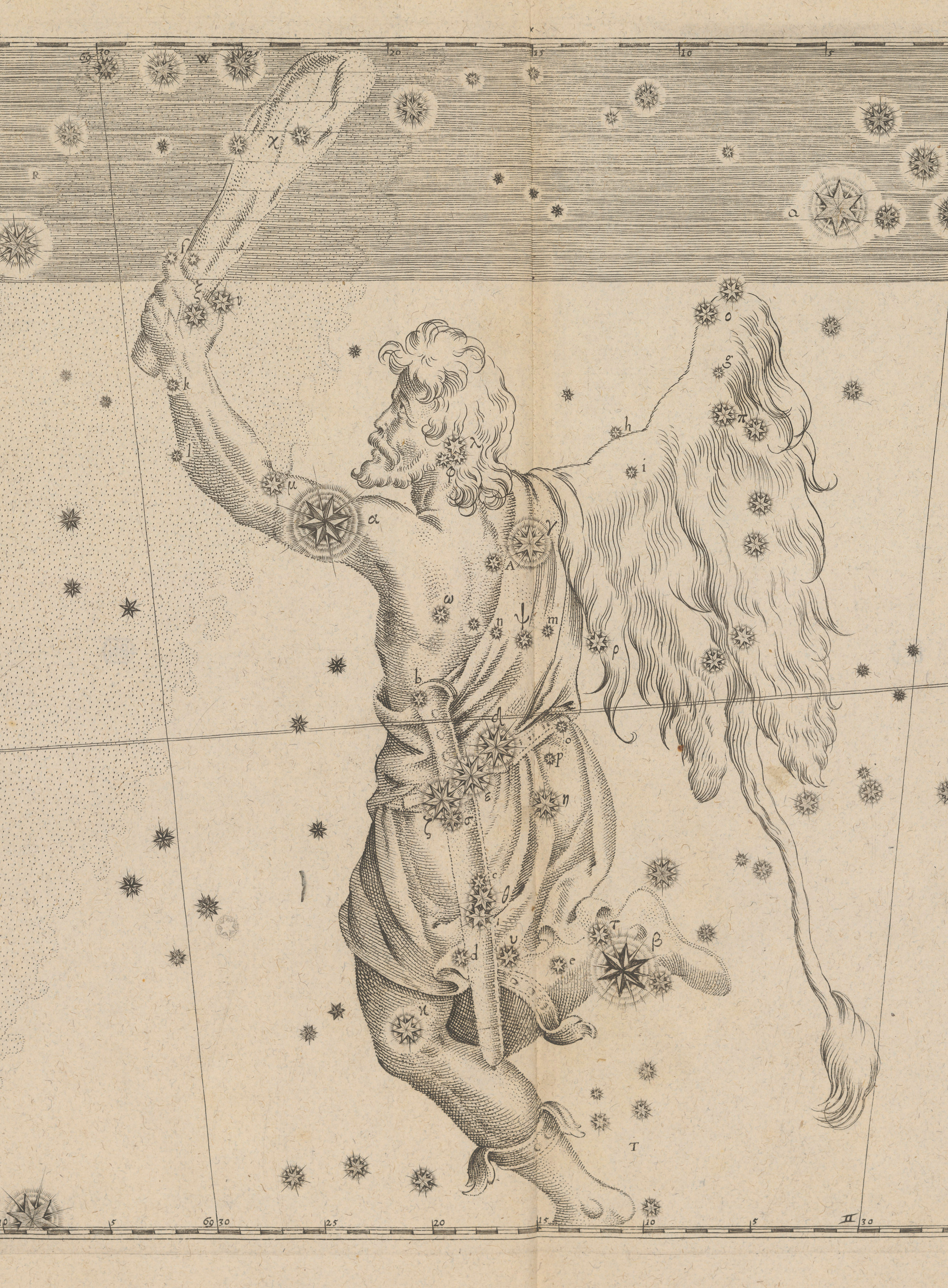

أوريون هي كلمة يونانية الأصل وهي موجودة في الأساطير اليونانية القديمة وترمز لصياد عملاق وضعه الإله زيوس بين النجوم باسم كوكبة أو مدار أوريون. تسرد العديد من المصادر القديمة قصص مختلفة حول أوريون.